# Anthracocentrus capensis
Anthracocentrus capensis es una especie de escarabajo longicornio del género Anthracocentrus, tribu Acanthophorini, orden Coleoptera. Fue descrita científicamente por White en 1853.

## Descripción
Mide 32-89 milímetros de longitud.

## Distribución
Se distribuye por Angola y Namibia.